# Cier-de-Rivière
Cier-de-Rivière este o comună în departamentul Haute-Garonne din sudul Franței. În 2009 avea o populație de 256 de locuitori.

## Evoluția populației
| An        | 1975 | 1982 | 1990 | 1999 | 2006 | 2009 |
| --------- | ---- | ---- | ---- | ---- | ---- | ---- |
| Populație | 228  | 235  | 249  | 250  | 248  | 256  |